# João António Correia
João António Correia (ur. 26 grudnia 1822, zm. 16 marca 1896) – portugalski malarz portrecista i nauczyciel malarstwa.
Dzięki finansowemu wsparciu zamożnych mieszkańców Porto wyjechał na studia do Paryża. W tym mieście mieszkał z malarzem Théodorem Chassériau (1819-1856), który pomagał mu przygotować się do konkursu organizowanego przez Szkołę Sztuk Pięknych w Paryżu. Uczęszczał do Cesarskiej Akademii Sztuk Pięknych mając kontakt z takim prądami w sztuce jak klasycyzm, naturalizm i romantyzm.